# She's the Boss
She's the Boss —en español: Ella es la jefa—es el álbum debut en solitario del cantante británico Mick Jagger, lanzado el 19 de febrero de 1985. Cuando The Rolling Stones firmaron contrato con Columbia Records en 1983, se destinó parte del dinero a la realización de proyectos solistas, y Jagger comenzó a trabajar en el que sería su primer álbum.

## Historia
Tras el lanzamiento de Undercover, Jagger comenzó a componer material para su primer proyecto en solitario y solicitó la ayuda de varios amigos músicos cuando comenzó la grabación en el estudio en mayo de 1984. Participaron Pete Townshend, Jeff Beck, Carlos Alomar, Herbie Hancock y Compass Point Allstars, mientras que Jagger compartiría tareas de producción con Bill Laswell y Nile Rodgers.
Keith Richards, socio musical de Jagger en los Stones, no estaba contento con que Mick encarara su proyecto en solitario, sintiendo que la banda debería ser la primera prioridad para él; en particular, Richards estaba molesto porque en 1983, Jagger había firmado un contrato de tres álbumes solistas con CBS en el acuerdo multimillonario de los Stones sin informar a ninguno de los miembros de la banda.
La creciente fricción entre ambos músicos estallaría públicamente en 1986 antes de que resolvieran sus diferencias un par de años después. En sus memorias de 2010, Life Richards comentó: "Es como Mein Kampf. Todos tenían una copia, pero nadie le prestó atención".
She's the Boss fue publicado el febrero de 1985, alcanzando el puesto 6 en el Reino Unido y 13 en los Estados Unidos, donde llegó a ser disco de platino. Por su parte, el primer sencillo del álbum «Just Another Night» logró el número 1 en la lista US Mainstream Rock y el número 12 en la US pop chart.
El segundo sencillo «Lucky in Love» alcanzó el Top 40 US hit, siendo una versión remixada de la publicada en el álbum, con una duración de 4:51. También contó con un videoclip.
La versión de «Hard Woman» lanzada como sencillo es radicalmente diferente de la versión del álbum. El sencillo se titula «Hard Woman (New Version)». El vídeo realizado para la canción utilizó ampliamente una supercomputadora Cray X-MP para su animación, convirtiéndolo en uno de los vídeos musicales más caros realizados hasta ese momento.
El éxito del álbum sumada a la aparición en solitario de Jagger en Live Aid en julio de 1985 y el exitoso cover de «Dancing in the Street» realizado a dueto con David Bowie, influyó en Jagger para grabar un segundo disco, Primitive Cool que se lanzaría en 1987.
Aunque originalmente fue lanzado por CBS, She's the Boss fue adquirido y reeditado por Atlantic Records en 1993 luego del lanzamiento del tercer álbum de Jagger, Wandering Spirit.
En 1986, el cantante jamaicano Patrick Alley intentó demandar a Jagger por la canción «Just Another Night», sobre la cual Alley afirmó haberla grabado en 1979 y posteriormente publicado en su álbum A Touch of Patrick Alley en 1982. Alley afirmó que Sly Dunbar (que tocaba la batería en She's the Boss) también tocaba en su grabación. El caso fue resuelto en 1988, con Jagger afirmando "Mi reputación está realmente limpia. Si eres bien conocido, la gente se levanta y te dispara".

## Lista de canciones
Todos los temas fueron compuestos por Mick Jagger, salvo los que se indican.
| Cara uno |                                                   |          |  |
| N.º      | Título                                            | Duración |  |
| 1.       | «Lonely at the Top» (Mick Jagger, Keith Richards) | 3:47     |  |
| 2.       | «1/2 a Loaf»                                      | 4:59     |  |
| 3.       | «Running Out of Luck»                             | 4:15     |  |
| 4.       | «Turn the Girl Loose»                             | 3:53     |  |
| 5.       | «Hard Woman»                                      | 4:24     |  |

| Side two |                                         |          |  |
| N.º      | Título                                  | Duración |  |
| 6.       | «Just Another Night»                    | 5:15     |  |
| 7.       | «Lucky in Love» (Jagger, Carlos Alomar) | 6:13     |  |
| 8.       | «Secrets»                               | 5:02     |  |
| 9.       | «She's the Boss» (Jagger, Alomar)       | 5:15     |  |

## Personal
- Productores: Mick Jagger, Bill Laswell y Nile Rodgers
- Ingenieros: James Farber, Dave Jerden y Bill Schenima

## Listas

### Semanales
| Año  | Lista             | Posición |
| ---- | ----------------- | -------- |
| 1985 | UK Top 100 Albums | 6        |
| 1985 | The Billboard 200 | 13       |

### Sencillos
| Año  | Sencillo             | Lista                              | Posición |
| ---- | -------------------- | ---------------------------------- | -------- |
| 1985 | «Just Another Night» | UK Top 100 Singles                 | 32       |
| 1985 | «Just Another Night» | Mainstream Rock Tracks             | 1        |
| 1985 | «Just Another Night» | Billboard Hot 100                  | 12       |
| 1985 | «Just Another Night» | Hot Dance Music/Club Play          | 11       |
| 1985 | «Just Another Night» | Hot Dance Music/Maxi-Singles Sales | 20       |
| 1985 | «Just Another Night» | Hot R&B/Hip Hop Singles & Tracks   | 83       |
| 1985 | «Lonely at the Top»  | Mainstream Rock Tracks             | 9        |
| 1985 | «Lucky in Love»      | UK Top 100 Singles                 | 91       |
| 1985 | «Lucky in Love»      | Mainstream Rock Tracks             | 5        |
| 1985 | «Lucky in Love»      | The Billboard Hot 100              | 38       |
| 1985 | «Lucky in Love»      | Hot Dance Music/Club Play          | 11       |
| 1985 | «Lucky in Love»      | Hot Dance Music/Maxi-Singles Sales | 35       |

## Certificaciones
| País                  | Certificación | Ventas certificadas |
| --------------------- | ------------- | ------------------- |
| Alemania (BVMI)       | Oro           | 250 000^            |
| Canadá (Music Canada) | Platino       | 100 000^            |
| Estados Unidos (RIAA) | Platino       | 1 000 000^          |
| Nueva Zelanda (RIANZ) | Platino       | 15 000^             |
| Reino Unido (BPI)     | Plata         | 60 000^             |

Nota: ^ Cifras de ventas basadas únicamente en la certificación